# Gregory Junior
Gregory Junior II (Crossett, Arkansas, 21 de junio de 1999) más conocido como Gregory Junior, es un jugador profesional estadounidense de fútbol americano que se desempeña en la posición de cornerback en Jacksonville Jaguars, equipo de la National Football League (NFL).

## Carrera
Fue seleccionado en la sexta ronda en la Reunión Anual de Selección de Jugadores de la NFL de 2022. Hizo su debut profesional con el equipo Jacksonville Jaguars, donde lleva jugando dos temporadas.